# Ludwig Franz Greuhm
Ludwig Franz Greuhm (* 16. Juli 1762 in Darmstadt; † 16. Februar 1824 in Berlin) war ein deutscher Diplomat. Als Gesandter des Hauses Isenburg-Birstein unterzeichnete Greuhm 1806 die Rheinbundakte, wodurch Landesherr Carl zum souveränen Fürsten zu Isenburg aufstieg. Später vertrat er die Souveräne von Mecklenburg-Strelitz, Schaumburg-Lippe und Lippe-Detmold im Königreich Preußen als Ministerresident in Berlin.

## Leben
Greuhm wurde als eines von elf Kindern und als viertältester von sechs Söhnen des hessisch-darmstädtischen Regierungsrats Georg Nicolaus Greuhm (1710–1774) und dessen Ehefrau Marie Regine Louise (1730–1796) geboren, einer Tochter des Gießener Medizinprofessors Johann Casimir Hert (1679–1748). Sein jüngster Bruder war Friedrich Greuhm, ab 1817 erster preußischer Ministerresident in den Vereinigten Staaten. Über seine Schwester Margaretha Luisa (1760–1819) wurde er 1796 Schwager des Berliner Schauspielintendanten August Wilhelm Iffland.

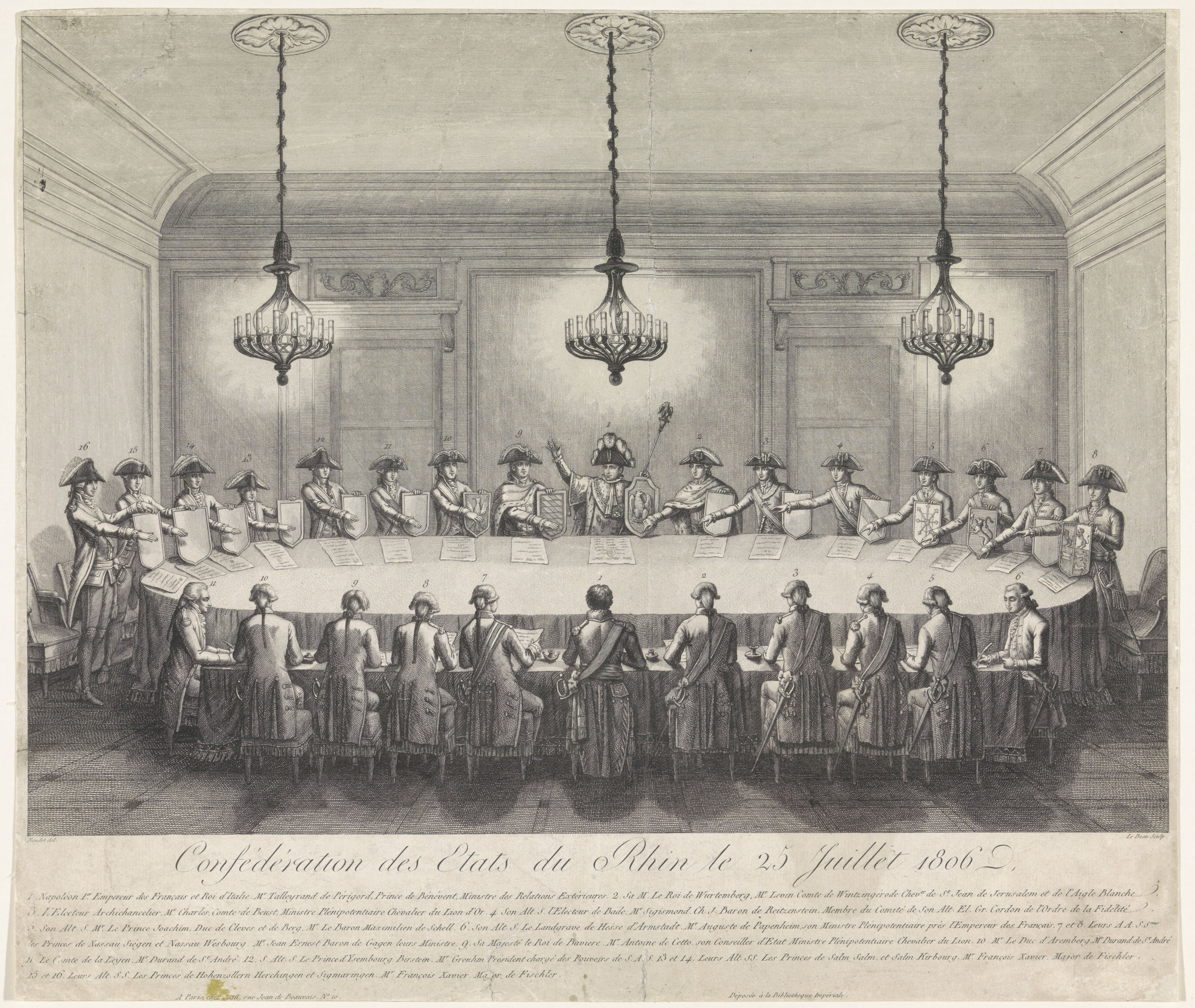
Symbolische Darstellung des von Greuhm vertretenen Fürsten Carl von Isenburg-Birstein (Nr. 12) auf einer französischen Illustration zur Gründung des Rheinbundes, 1806

Greuhm immatrikulierte sich am 14. September 1777 für ein Jurastudium an der Ludwigs-Universität Gießen. Am 22. Mai 1787 nach Straßburger Recht lizenziert, trat er in den 1790er Jahren in die Dienste des depossedierten Grafen Carl Friedrich Wilhelm von Leiningen und des Erbprinzen Emich Carl zu Leiningen. Mit Schreiben vom 1. Juli 1804 wurde er als Gesandter der Frankfurter Union in Frankreich bestellt. Als Vertreter des Grafen Carl von Isenburg-Birstein unterzeichnete er am 12. Juli 1806 als dessen Bevollmächtigter die Rheinbundakte. Durch Ratifikation dieses internationalen Vertrags entstand sodann das Fürstentum Isenburg im Rheinbund, einer Konföderation deutscher Fürsten unter dem Protektorat von Napoleon Bonaparte. Im Juni 1816 fungierte er für den noch unmündigen Friedrich zu Salm-Horstmar im Auftrag von Wilhelmine Friederike, geb. Sayn-Wittgenstein (1767–1849), der Mutter Friedrichs, als Geschäftsträger in Berlin. In späterer Zeit vertrat er als Ministerresident die Landesherrn von Mecklenburg-Strelitz, Schaumburg-Lippe und Lippe-Detmold bei Friedrich Wilhelm III. von Preußen, der ihn 1819 als Diplomaten von Mecklenburg-Strelitz mit dem Roten Adlerorden zweiter Klasse dekorierte.
Im Alter von 61 Jahren starb er unverheiratet und ohne Nachkommen in Berlin. Hermann von Pückler-Muskau schrieb am 3. März 1824 an seine Gattin Lucie, dass „der kleine Greuhm“ am Morgen nach einem Ball, auf dem er sehr viel gegessen habe, „vom Schlage gerührt worden“ sei. Karl August Varnhagen von Ense notierte am 16. Februar 1824 in sein Tagebuch: „Herr Geh. Rath Greuhm, mecklenburgischer Resident, ältester Freund hier des Fürsten Wittgenstein, ist heute früh plötzlich am Schlagfluß gestorben. Gestern abend spät war er noch auf dem Balle bei Prinz Friedrich. In ihm stirbt ein Mann, wie er sich so leicht nicht wiederersetzt; eine Art bürgerlicher Ultra, überall eingenistet, nachtheilig klatschend, gering in Geschmack und Sitten, im Vornehmen das Gemeine betreibend.“